# Список губернаторов Джокьякарты
Ниже представлен Спи́сок губерна́торов Джокьяка́рты. Губернатор особого округа Джокьякарта (индон. Gubernur Daerah Istimewa Yogyakarta) избирается на свободных выборах на 4 года. По традиции, пост губернатора занимают только султаны Джокьякарты и правители княжества Пакуаламан.
| No. | Фото | Имя               | Дата начала полномочий | Дата окончания полномочий |
| 1.  |      | Хаменгкубувоно IX | 17 августа 1945 года   | 1 октября 1988 года       |
| 2.  |      | Паку Алам VIII    | 1 октября 1988 года    | 3 октября 1998            |
| 3.  |      | Хаменгкубувоно X  | 3 октября 1998 года    | ныне в должности          |